# Ndriqim Halili
Ndriqim Halili (* 29. Januar 1993 in Prizren, Bundesrepublik Jugoslawien) ist ein ehemaliger deutsch-albanischer Fußballspieler.

## Karriere
Ndriqim Halili kam als Kind mit seinen Eltern aus dem Kosovo nach Deutschland. Dort spielte er in seiner Jugend für den SV Weingarten, den FV Ravensburg und den VfB Stuttgart. Hier wurde er in der Saison 2008/09 Deutscher B-Junioren-Meister. 2012 wechselte er nach Hamburg zur zweiten Mannschaft des Hamburger SV. Zwei Jahre später war er beim albanischen Erstligisten FK Kukësi unter Vertrag. Nach sechs Monaten in Albanien folgte die Rückkehr zu seinem ehemaligen Jugendverein FV Ravensburg, der in der fünftklassigen Oberliga Baden-Württemberg antrat. Mit dem Klub gewann er an der Seite der Ex-Profis Rahman Soyudoğru und Steffen Wohlfarth durch einen 5:2-Endspielerfolg gegen den Ligakonkurrenten FSV 08 Bissingen den WFV-Pokal 2015/16, dies war der erste Titelgewinn der Vereinsgeschichte. Anschließend wechselte er eine Liga höher und schloss sich dem Regionalligaaufsteiger SSV Ulm 1846 an. Nach nur einer Spielzeit zog es den Mittelfeldakteur nach Thailand zum Zweitligisten Angthong FC.
Am 11. September 2018 gaben die Stuttgarter Kickers die Verpflichtung von Halili bekannt. Beim Auswärtsspiel am 16. September 2018 bei der FC Germania Friedrichstal in der Oberliga Baden-Württemberg kam er in der 61. Spielminute durch seine Einwechslung direkt zum Einsatz und erzielte mit seinem ersten Ballkontakt sein erstes Tor für die Kickers. Doch schon im Januar 2019 wechselte der Mittelfeldspieler nach einer Halbserie weiter zum luxemburgischen Erstligisten FC Differdingen 03. Am Saisonende wurde sein Vertrag nicht verlängert und er musste den Verein nach nur neun Spielen wieder verlassen.

## Erfolge
- Deutscher B-Junioren-Meister: 2009
- WFV-Pokal: 2016